# Rosemary Murphy
Pour les articles homonymes, voir Murphy.
Rosemary Murphy est une actrice américano-allemande, née le 13 janvier 1925 à Munich (Bavière), et morte le 5 juillet 2014 à New York (État de New York).

## Biographie
Née à Munich où son père diplomate est alors en poste, Rosemary Murphy débute au cinéma dans le film allemand La Chair de Josef von Báky (avec Johanna Hofer), sorti en 1949.
Suivent vingt-trois films américains (le premier sorti en 1957) ou coproductions, dont Du silence et des ombres de Robert Mulligan (1962, avec Gregory Peck et Brock Peters), Julia de Fred Zinnemann (1977, avec Vanessa Redgrave dans le rôle-titre et Jane Fonda), September de Woody Allen (1987, avec Mia Farrow et Elaine Stritch), For the Boys de Mark Rydell (1991, avec Bette Midler et James Caan), ou encore La Famille Savage de Tamara Jenkins (2007, avec Laura Linney et Philip Seymour Hoffman). Le dernier à ce jour est Les Meilleurs Amis de Galt Niederhoffer (avec Katie Holmes et Anna Paquin), sorti en 2010.
À la télévision, elle tourne douze téléfilms diffusés entre 1968 et 1999, dont Les Soldats de l'espérance de Roger Spottiswoode (1993, avec Matthew Modine et Alan Alda) et Nuits de Chine de Woody Allen (1994, avec le réalisateur et Michael J. Fox).
S'y ajoutent cinquante séries dès 1951, dont Columbo (un épisode, 1974) et Magnum (un épisode, 1982). Sa dernière série à ce jour est Frasier, avec deux épisodes diffusés respectivement en 1997 et 1999.
Rosemary Murphy est également active au théâtre et joue notamment à Broadway (New York) dans quinze pièces, la première en 1950 étant The Tower Beyond Tragedy de Robinson Jeffers (d'après son poème éponyme), avec Judith Anderson.
Mentionnons aussi Délicate Balance d'Edward Albee, mise en scène par Alan Schneider en 1966-1967, avec Hume Cronyn et Jessica Tandy (à noter qu'elle reprend cette pièce en 1996, aux côtés de Rosemary Harris et Elaine Stritch), ainsi que John Gabriel Borkman d'Henrik Ibsen, mise en scène par Austin Pendleton en 1980-1981, avec E. G. Marshall (rôle-titre) et Irene Worth.
Sa dernière pièce à Broadway en 1999-2000 est Waiting in the Wings (en) de Noël Coward, avec Lauren Bacall et Rosemary Harris.
Parmi les diverses distinctions qu'elle obtient durant sa carrière — voir détails ci-dessous —, évoquons trois nominations aux Tony Awards (dont celui de la meilleure actrice dans une pièce en 1967, pour Balance délicate précitée). Et elle gagne un Primetime Emmy Award pour son second rôle dans le téléfilm Eleanor and Franklin : The Early Years (en) de Daniel Petrie (1976, avec Edward Herrmann et Jane Alexander).

## Théâtre à Broadway (intégrale)
- 1950 : The Tower Beyond Tragedy de Robinson Jeffers, d'après son poème éponyme : Une citoyenne
- 1957-1959 : Ange exilé (Look Homeward, Angel), adaptation par Angel et Ketti Frings (en) du roman Ange exilé, une histoire de la vie ensevelie (Look Homeward, Angel : A Story of a Buried Life) de Thomas Wolfe, mise en scène de George Roy Hill : Helen Gant Barton
- 1960-1961 : Period of Adjustment de Tennessee Williams, mise en scène de George Roy Hill : Dorothea Bates
- 1963-1964 : La Ballade du café triste (The Ballad of the Sad Cafe) d'Edward Albee, d'après la nouvelle éponyme de Carson McCullers, mise en scène d'Alan Schneider : Mlle Amelia Evans (doublure)
- 1964-1966 : Any Wednesday de Muriel Resnik, costumes de Theoni V. Aldredge : Dorothy Cleves (rôle repris dans l'adaptation au cinéma de 1966 : voir filmographie ci-dessous)
- 1966-1967 : Délicate Balance (A Delicate Balance) d'Edward Albee, mise en scène d'Alan Schneider, costumes de Theoni V. Aldredge : Claire
- 1968 : Weekend de Gore Vidal, décors d'Oliver Smith, costumes de Theoni V. Aldredge : Estelle Mac Gruder
- 1968 : La Mort de Bessie Smith (The Death of Bessie Smith) d'Edward Albee : L'infirmière
- 1969-1972 : Butterflies Are Free[3] de Leonard Gershe : Mme Baker (remplacement, dates non-spécifiées)
- 1977 : Ladies of the Alamo de Paul Zindel, mise en scène de Frank Perry : Joanne Remington
- 1978 : Cheaters de Michael Jacobs : Monica
- 1980-1981 : John Gabriel Borkman d'Henrik Ibsen, adaptation de Rolf Fjelde, mise en scène d'Austin Pendleton : Mme Gunhild Borkman
- 1987-1988 : Coastal Disturbances de Tina Howe : M. J. Adams
- 1988-1989 : Disciple du diable (The Devil's Disciple) de George Bernard Shaw : Mme Dudgeon
- 1996 : Délicate Balance (A Delicate Balance) d'Edward Albee, reprise : Edna (remplacement)
- 1999-2000 : Waiting in the Wings de Noël Coward : Cora Clarke

## Filmographie

### Cinéma (intégrale)

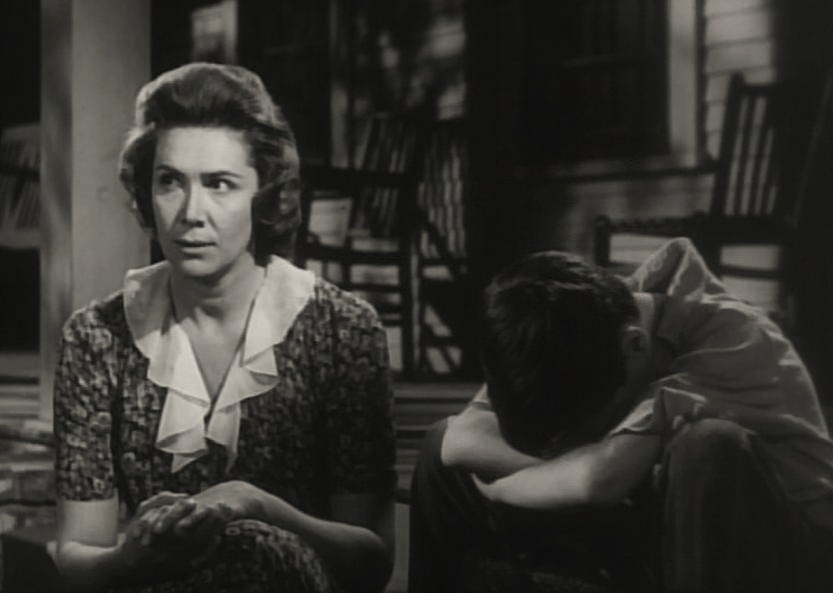
Avec Phillip Alford, dans Du silence et des ombres (1962)

(films américains, sauf mention contraire)
- 1949 : La Chair (Der Ruf) de Josef von Báky (film allemand) : Mary
- 1957 : That Night! de John Newland : Infirmière « Chorny » Chornis
- 1961 : Les Blouses blanches (The Young Doctors) de Phil Karlson : Mlle Graves
- 1962 : Du silence et des ombres (To Kill a Mockingbird) de Robert Mulligan : Maudie Atkinson
- 1966 : Chaque mercredi (Any Wednesday) de Robert Ellis Miller : Dorothy Cleves
- 1972 : Journal d'un fan (A Fan's Notes) d'Eric Till : la mère
- 1972 : Ben de Phil Karlson : Beth Garrison
- 1972 : You'll Like My Mother de Lamont Johnson : Mme Kinsolving
- 1973 : Justice sauvage (Walking Tall) de Phil Karlson : Callie Hacker
- 1973 : Quarante carats de Milton Katselas : Mme Latham
- 1973 : Ace Eli and Rodger of the Skies de John Erman : Hannah
- 1977 : Julia de Fred Zinnemann : Dorothy Parker
- 1980 : Les 13 Marches de l'angoisse (The Attic) de George Edwards et Gary Graver : Mme Perkins
- 1981 : La Main du cauchemar (The Hand) d'Oliver Stone : Karen Wagner
- 1987 : September de Woody Allen : Mme Mason
- 1991 : For the Boys de Mark Rydell : Luanna Trott
- 1993 : Twenty Bucks de Keva Rosenfeld : Tante Dotty
- 1995 : Maudite Aphrodite (Mighty Aphrodite) de Woody Allen : La coordinatrice du bureau d'adoption
- 1999 : Une bouteille à la mer (Message in a Bottle) de Luis Mandoki : Helen
- 2001 : Dust de Milcho Manchevski (coproduction européenne) : Angela
- 2007 : La Famille Savage (The Savages) de Tamara Jenkins : Doris Metzger
- 2008 : Synecdoche, New York de Charlie Kaufman : Frances
- 2009 : After.Life d'Agnieszka Wojtowicz-Vosloo (en) : Mme Whitehall
- 2010 : Les Meilleurs Amis (The Romantics) de Galt Niederhoffer : Grand-mère Hayes

### Télévision (sélection)

#### Séries
- 1962 : Le Virginien (The Virginian)
  - Saison 1, épisode 6 Big Day, Great Day d'Harmon Jones : Pearl Dodd Krause
- 1965 : Les Accusés (The Defenders)
  - Saison 4, épisode 15 Eyewitness de Sam Wanamaker : Dr Edith Thurston
- 1966 : Le Fugitif (The Fugitive)
  - Saison 4, épisode 4 The Sharp Edge of Chivalry de Gerald Mayer : Mme Turney
- 1966 : Match contre la vie (Run for Your Life)
  - Saison 2, épisode 9 The Treasure Seekers : Mary Herrick
- 1972 : Cannon
  - Saison 2, épisode 7 Stupéfiants (A Long Way Down) de George McCowan : Infirmière Marsh
- 1974 : Les Rues de San Francisco (The Streets of San Francisco)
  - Saison 2, épisode 23 La Mort et les Élus (Death and the Favored Few) de Virgil W. Vogel : Etta Morris Randolph
- 1974 : Columbo
  - Saison 3, épisode 8 En toute amitié (A Friend in Deed) de Ben Gazzara : Margaret Halperin
- 1976 : L'aventure est au bout de la route (Movin' On)
  - Saison 2, épisode 15 Witch Hunt de Jack Arnold : Lois Hunt
- 1977 : La Force du destin (All My Children), feuilleton, épisodes non-spécifiés : La première Maureen Dalton Teller
- 1982 : Magnum
  - Saison 3, épisode 7 Les Miroirs de l'âme (Flashback) d'Ivan Dixon
- 1982-1983 : Quincy (Quincy, M.E.)
  - Saison 7, épisode 24 The Mourning After (1982) : Dr Diana Green
  - Saison 8, épisode 14 A Loss for Words (1983) : Harriet
- 1984 : Aline et Cathy (Kate and Allie)
  - Saison 1, épisode 6 A Weekend to Remember de Bill Persky : La mère d'Aline
- 1987 : Arabesque (Murder, She Wrote)
  - Saison 4, épisode 6 Un don héréditaire (It Runs in the Family) de Walter Grauman : Sybil Constable
- 1991 : New York, police judiciaire (Law & Order)
  - Saison 2, épisode 7 À la mémoire de... (In Memory Of) : Mme Catherine
- 1992 : Guerres privées (Civil Wars)
  - Saison 1, épisode 17 Denise and De Nuptials : rôle non-spécifié
  - Saison 2, épisode 6 Devil's Advocate : rôle non-spécifié
- 1993 : Enquête privée (Bodies of Evidence)
  - Saison 2, épisode 7 Les Espèces les plus mortelles (Endangered Species) : Pat Murphy
- 1993 : Docteur Quinn, femme médecin (Dr. Quinn, Medicine Woman)
  - Saison 1, épisode 17 Portraits : Mme Bing
- 1996-1997 : EZ Streets
  - Saison unique, épisode 2 Toute photo a son histoire (Every Picture Tells a Story, 1996), épisode 3 Beauté fatale (A Terrible Beauty, 1997) et épisode 8 La Foire aux innocents (A Ceremony of Innocence, 1997) : La mère de Quinn
- 1997 : Cracker
  - Saison unique, épisode 6 ’Tis Pity She's a Whore et épisode 7 Sons and Lovers : Victoria
- 1998 : Le Visiteur (The Visitor)
  - Saison unique, épisode 13 Le Procès (The Trial) de Timothy Van Patten : La guide touristique
- 1998 : Les Feux de l'amour (The Young and the Restless), feuilleton, épisodes non-spécifiés : La deuxième Lydia Summers
- 1997-1999 : Frasier
  - Saison 4, épisode 14 Un drôle d'oiseau (To Kill a Talking Bird, 1997) : Carol Larkin
  - Saison 6, épisode 18 La Leçon de claquettes (Taps at the Montana, 1999) : Carol Larkin

#### Téléfilms
- 1968 : A Case of Libel de Charles Jarrott : Claire
- 1972 : Invitation to a March de Marvin J. Chomsky : rôle non-spécifié
- 1974 : A Case of Rape de Boris Sagal : Muriel Dyer
- 1974 : The Lady's Not for Burning de Joseph Hardy : Margaret Devize
- 1976 : Eleanor and Franklin : The Early Years de Daniel Petrie : Sara Delano Roosevelt
- 1977 : Eleanor and Franklin : The White House Years de Daniel Petrie : Sara Delano Roosevelt
- 1981 : Mr. Griffin and Me de Patrick O'Neal : Jane Barlow
- 1993 : Les Soldats de l'espérance (And the Band Played On) de Roger Spottiswoode : Cadre de la banque du sang
- 1994 : Nuits de Chine (Don't Drink the Water) de Woody Allen : Mlle Pritchard
- 1995 : Pilotes de choix (The Tuskegee Airmen) de Robert Markowitz : Eleanor Roosevelt
- 1999 : Liaison mortelle (The Hunt for the Unicorn Killer) de William A. Graham : Bea Einhorn

## Distinctions (sélection)

### Nominations
- Trois nominations aux Tony Awards :
  - 1961 : de la meilleure actrice dans un second rôle dans une pièce (Best Featured Actress in a Play), pour Period of Adjustment ;
  - 1964 : dans la même catégorie, pour Any Wednesday ;
  - 1967 : de la meilleure actrice dans une pièce (Best Actress in a Play), pour Balance délicate.
- 1977 : Primetime Emmy Award de la meilleure actrice dans un second rôle dans un téléfilm (Outstanding Performance by a Supporting Actress in a Comedy or Drama Special), pour Eleanor and Franklin : The White House Years.

### Récompenses
- 1961 : Clarence Derwent Award, pour Period of Adjustment.
- 1976 : Primetime Emmy Award de la meilleure actrice dans un second rôle dans une mini-série ou un téléfilm (Outstanding Single Performance by a Supporting Actress in a Comedy or Drama Special), pour Eleanor and Franklin : The Early Years.